# Нордкірхенський палац
Нордкірхенський палац (нім. Schloss Nordkirchen) — бароковий палацово-парковий ансамбль у Нордкірхені (Вестфалія).
Будувався на місці ренесансного «замку на воді» з 1703 по 1734 рр. мюнстерскими єпископами з сімейства Плеттенбергів. В туристичних буклетах отримав прізвисько Вестфальський Версаль, хоча за зовнішнім виглядом більше нагадує голландський Гет Лоо.
Після секуляризації єпископських володінь палац належав князівським родам Естергазі і Аренбергів, допоки в 1959 році його не викупила влада землі Північний Рейн-Вестфалія. Цегляна будівля стоїть на штучному острові квадратної форми, по кутах якого розташовані садові павільйони. Регулярний парк оздоблений бароковими статуями, деякі з яких були оновлені в перші роки XX століття.